# Mira Konçi
Mira Konçi, född 4 mars 1973 i Tirana, är en albansk sångerska. Hon är gift med kompositören Shpëtim Saraçi.

## Karriär
Konçi har deltagit i musikfestivalen Festivali i Këngës ett flertal gånger. 1994 och 2002 vann hon tävlingen med "Të sotmen jeto" 1994, respektive "Brënda vetes më merr" 2002. Efter att vinnaren av Festivali i Këngës fått representera Albanien i Eurovision Song Contest har hon deltagit en gång, 2007 tillsammans med Redon Makashi och med låten "Nën një qiell". Där slutade de på en sjätte plats. Hon har också deltagit i en annan populär musiktävling, Kënga Magjike. 2002 vann hon med låten "E pathëna fjalë". 2009 slutade hon på fjärde plats i samma tävling med låten "Sy Femijë".

### Festivali i Këngës-bidrag
| År   | Låt                             | Poäng | Plats |
| ---- | ------------------------------- | ----- | ----- |
| 1990 | "Bashkoi zemrat muzika e bukur" | ?     | 3     |
| 1991 | "Mirësi"                        | ?     | 2     |
| 1992 | "Horizont "                     | ?     | 2     |
| 1993 | "Rri më mua"                    | ?     | 2     |
| 1994 | "Të sotmen jeto"                | ?     | 1     |
| 1997 | "Fjalët magjike"                | ?     | 3     |
| 1998 | "Zemrat presin"                 | ?     | ?     |
| 2002 | "Brënda vetes më merr"          | ?     | 1     |
| 2007 | "Nën një qiell"                 | 35    | 6     |